# Le Marais

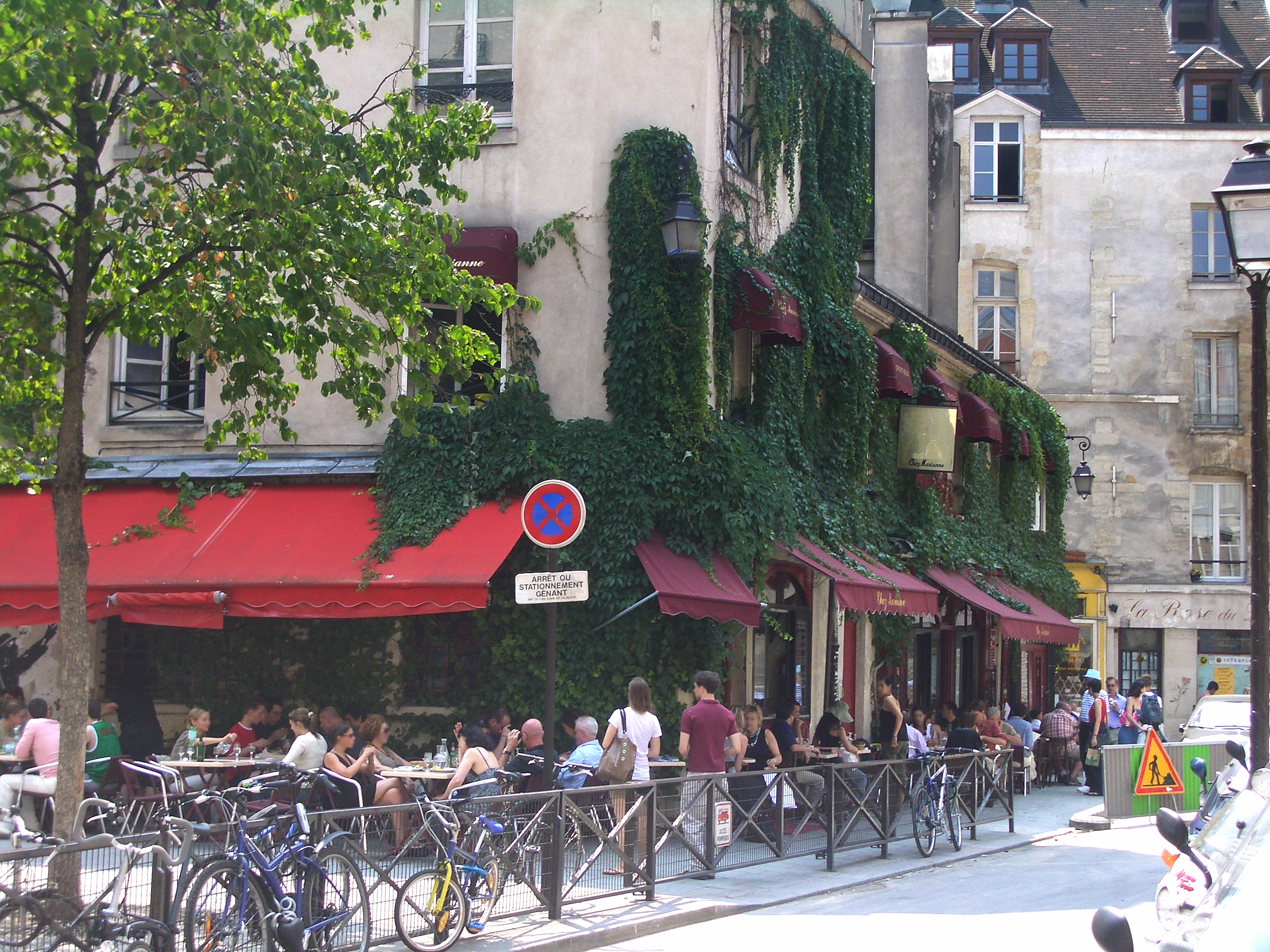
Nhà hàng Chez Marianne

Le Marais (Đầm Hồng) là một khu phố của Paris, nằm ở một phần Quận 3 và Quận 4. Ngày nay khu phố này được giới hạn bởi con phố Temple ở phía Tây, đại lộ Beaumarchais ở phía Đông, phố Bretagne ở phía Bắc và sông Seine ở phía Nam. Cái tên Le Marais có nghĩa là đầm lầy.
Bắt đầu là một khu vực dành cho giới quý tộc, Le Marais có rất nhiều dinh thự. Qua thời gian, nơi đây đã tập trung những cộng đồng khác nhau: người Do Thái vào cuối thế kỷ 19, rồi tới những người Hoa sau Chiến tranh thế giới thứ nhất, và từ những năm 1980 là cộng động người đồng tính luyến ái.
Ngày nay, Le Marais là một khu phố du lịch quan trọng với không ít bảo tàng. Ngoài ra còn có sự góp mặt của nhiều phòng tranh, phòng trưng bày nghệ thuật.

## Lịch sử

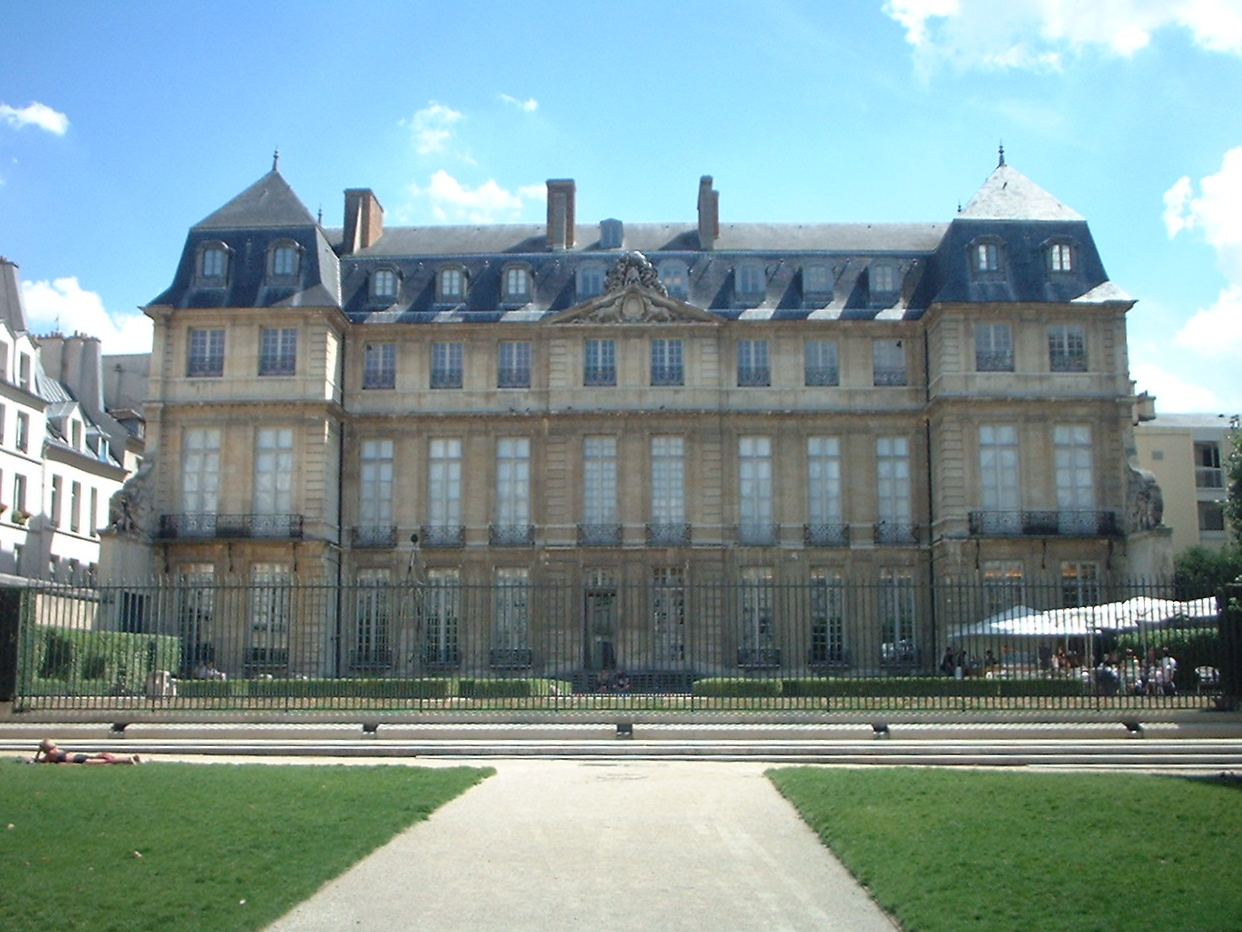
Bảo tàng Picasso

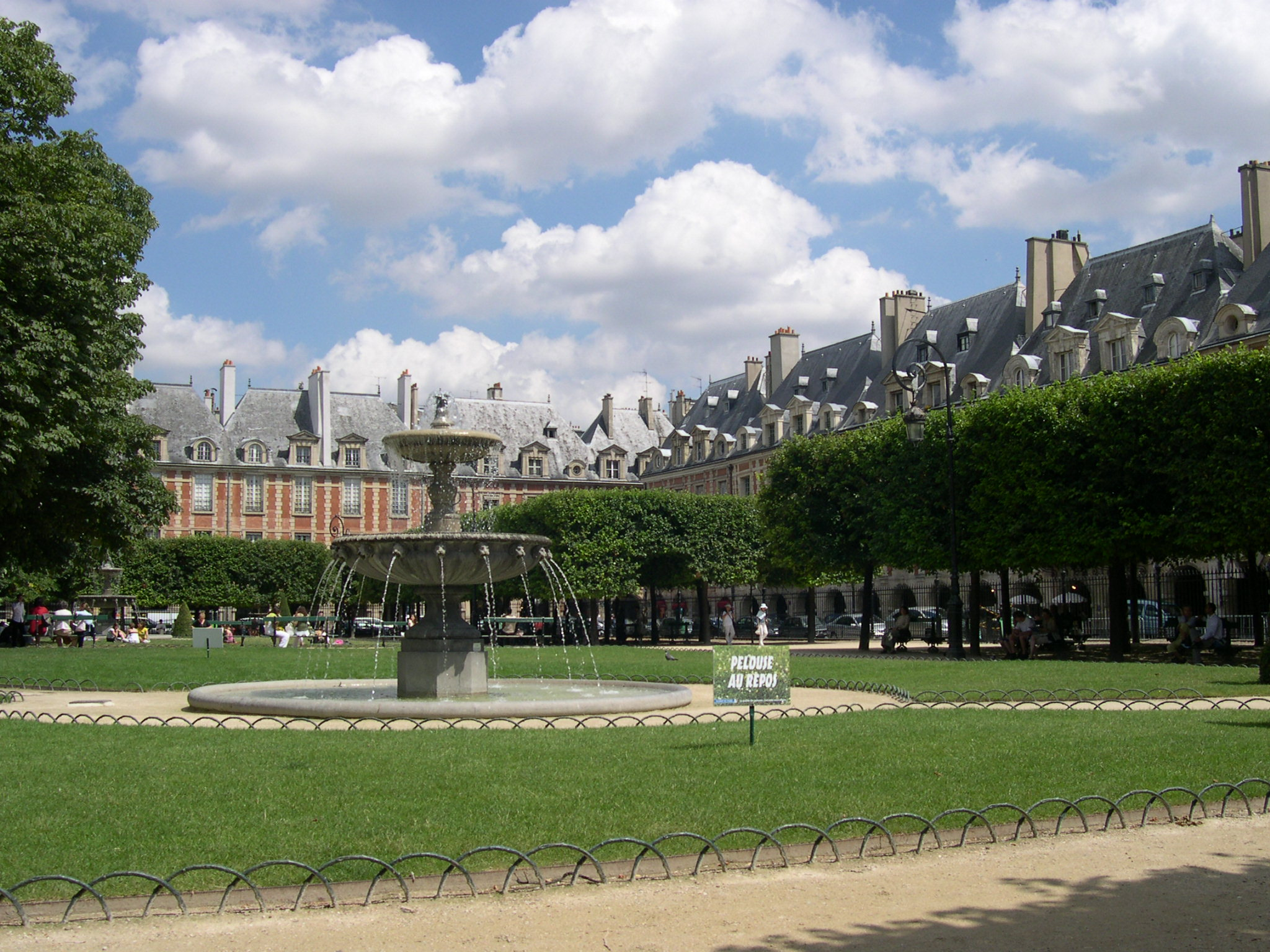
Quảng trường Vosges

Vùng đất khu phố Le Marais trước đây là một đầm lầy. Đó chính là nguồn gốc cái tên Le Marais, trong tiếng Pháp vốn có nghĩa là đầm lầy. Từ thế kỷ 12, các tu sĩ dòng Đền đã khai phá vùng đất sình lầy này, khi đó nằm ở Đông Nam bức tường thành của vua Philippe Auguste. Tới thế kỷ 16, và nhất là sau khi cung điện hoàng gia của vua Henri IV được xây dựng vào năm 1605, nhiều quý tộc cũng tới đây xây dựng các dinh thự.
Thế kỷ 17 và 18 là thời kỳ hoàng kim của Le Maris. Giới giàu có tới khu phố này, địa điểm thuận tiện cho việc đi lễ ở nhà thờ Saint-Louis gần bên. Trong số đó có nữ nhà văn Madame de Sévigné cùng nhiều nhạc sĩ lớn của Pháp thời kỳ này, như Marc-Antoine Charpentier, André Campra, Louis Marchand và Jean-Philippe Rameau.
Vào thời kỳ triều đình Pháp chuyển tới Versailles, tầng lớp quý tộc ở khu phố Le Marais dần được thay thế bằng những dân cư khác ít giàu có hơn, như nhà buôn, thợ thủ công và công nhân. Tới cuối thế kỷ 19 và trong nửa đầu thế kỷ 20, khu vực xung quanh phố Rosiers đón nhận nhiều cư dân Do Thái đến từ Đông Âu. Họ biến Le Marais thành một khu phố nghề với việc sản xuất quần áo may sẵn. Trong Chiến tranh thế giới thứ hai, khi Quân đội Đức chiếm đóng Paris, cộng đồng người Do Thái ở đây trở thành mục tiêu cho các vụ bắt bớ.
Le Marais cũng là khu phố có đông người Hoa sớm nhất Paris, mặc dù kín đáo. Vào Chiến tranh thế giới thứ nhất, nhiều người Trung Quốc tham gia Quân đội Pháp rồi ở lại định cư. Tại phố Temple và gần quảng trường République, có thể thấy sự hiện diện của nhà thờ của người Hoa. Tuy hiện nay khu phố châu Á chính của Paris là Chợ Tàu ở Quận 13, nhưng ở Le Marais vẫn có những người Hoa buôn bán đồ trang sức và đồ da.
Từ những năm 1980, khu phố Le Marais bắt đầu chứng kiến sự phát triển mạnh mẽ của cộng đồng những người đồng tính. Họ đến sống tập trung quanh phố Sainte-Croix-de-la-Bretonnerie, nơi nhộn nhịp với nhiều nhà hàng, quán bar, cửa hiệu.
Le Marais vốn tập trung nhiều dinh thự lớn và không ít trong số đó đã trở thành các bảo tàng, như bảo tàng Picasso, bảo tàng Carnavalet... Hiện nay Le Marais còn là một khu phố nghệ sĩ với nhiều gallery nghệ thuật.

## Các địa điểm quan trọng
- Quảng trường Vosges
- Bảo tàng Picasso
- Bảo tàng Carnavalet
- Musée des arts et métiers
- Dinh thự Sully